# Hofpolder (Zoeterwoude)
De Hofpolder is een polder en voormalig waterschap in de gemeente Zoeterwoude in de Nederlandse provincie Zuid-Holland.
Het waterschap was verantwoordelijk voor de vervening, drooglegging en later de waterhuishouding in de polders.
De polder grenst in het noordoosten aan de Oostvlietpolder en in het zuidwesten aan het  recreatiegebied Vlietland in de gemeente Leidschendam-Voorburg. Voor de aanleg van dit recreatiegebied werden de Spekpolder en Rietpolder afgegraven in de periode 1969 - 1984.